# Museo Histórico de la Ciudad de Luxemburgo
El Museo Histórico de la Ciudad de Luxemburgo, (en luxemburgués: Lëtzebuerg City Museum; en francés: Musée de histoire de la Ville de Luxembourg) ilustra la historia de la Ciudad de Luxemburgo con exposiciones permanentes y temporales. Fundado el 22 de junio de 1996, fue diseñado por el arquitecto Conny Lentz.

## Descripción
Al igual que la propia ciudad, el museo combina la arquitectura antigua junto con extensiones modernas. Está alojado en cuatro casas restauradas del siglo XVII al XIX que todavía conservan algunos vestigios arqueológicos de la Edad Media. Ejemplos de esta combinación son la fachada de vidrio flotante y los elevadores panorámicos que ofrecen amplias vistas de todos los pisos. La jaula de vidrio de los elevadores puede acomodar hasta 65 personas, desde el piso superior se pueden observar vistas del barrio de Grund en la ciudad. Un punto de interés son los antiguos sótanos abovedados que fueron descubiertos durante los trabajos de excavación a comienzos de la década de 1990.
Los pisos a nivel de calle albergan una colección permanente que ilustra el desarrollo arquitectónico y urbano de la ciudad, mientras que los pisos superiores están reservados para exposiciones temporales. Un sistema multimedia el cual se extiende por todo el edificio documenta la historia de la ciudad incluyendo su desarrollo cultural, político y social. Proporciona acceso a unos diez mil documentos y casi sesenta secuencias audiovisuales.